# Я — це кохання
«Я — це кохання» (італ. Io sono l'amore) — італійська мелодрама 2009 року Луки Гуаданьїно. Прем'єра фільму відбулася 5 вересня 2009 року на Кінофестивалі у Венеції, також фільм показали на кінофестивалі в Санденсі і Торонто.

## Сюжет
У фільмі показано історію однієї буржуазної сім'ї.
Емма — жінка середнього віку, одружена з впливовим Танкреді, головою багатовікової сім'ї. Але Емма відчуває себе нещасною в цьому шлюбі. Одного разу її син Едуард вирішує разом з другом Антоніо відкрити ресторан на гроші, отримані в спадок. Він знайомить Антоніо зі своєю сім'єю, після чого Емма закохується в нього і у них зав'язується роман.

## У ролях
- Тільда Суїнтон —  Емма
- Флавіо Паренті — Едуард-молодший
- Едоардо Габбріелліні — Антоніо
- Альба Рорхакер — Елізабетта
- Піппо Дельбоно — Танкреді
- Марія Пайато — Іда
- Діан Флері — Єва
- Маріса Беренсон — Алегра
- Варіс Ахлуваліа — Шай
- Габріеле Ферцетті — Едуард-старший

## Нагороди та номінації

### Номінації
- 2011 — Премія «Золотий глобус» за кращий фільм іноземною мовою.
- 2011 — Кінопремія "Оскар (83-тя церемонія вручення) за кращий дизайн костюмів.
- 2011 — BAFTA за кращий фільм іноземною мовою.

## Касові збори
Станом на 2 грудня 2010 року фільм зібрав на території Північної Америки $5 005 465, в решті країн світу (від 28 листопада 2010 року) $5 392 509, що в цілому становить $10 397 974. Фільм окупив свій бюджет.